# Collection Peggy-Guggenheim
Pour les articles homonymes, voir Musée Guggenheim.
La collection Peggy-Guggenheim est un ensemble d'œuvres d'art accumulées par la collectionneuse et mécène Peggy Guggenheim (1898-1979) au cours de sa vie, et exposées au palais Venier dei Leoni à Venise.

## Historique
La collection Peggy-Guggenheim est exposée dans le palais Venier dei Leoni situé au bord du Grand Canal à Venise.
Le palais fut bâti au XVIIe siècle par l'architecte Lorenzo Boschetti. Le palais est commandité par la famille Venier. Les plans initiaux prévoient un imposant bâtiment de cinq étages. La construction démarre en 1751 mais s'arrête abruptement. Le terrain délaissé finit par devenir un port de fortune, les parcelles de terre entourant la construction initiale sont vendues au fur-et-à-mesure, et le bâtiment porte alors le surnom de palazzo non finito. De 1910 à 1924, le palais est la propriété de Luisa Casati qui entreprend les principaux travaux de rénovation. En 1924, le palais passe entre les mains du collectionneur Marcell Nemes qui poursuit sa restauration[réf. nécessaire]. De 1936 à sa mort en 1942, il est la propriété de Lady Doris Castlerosse qui transforme le lieu en salon luxueux.
Peggy Guggenheim y vit durant les trente dernières années de sa vie, de 1947 (année de son acquisition) à 1979 et ouvre le palais et sa collection au public à partir de 1951 (trois après-midi par semaine de la Paques à Octobre). Peggy fait don de sa collection et de sa demeure à la fondation Solomon R. Guggenheim au milieu des années 1970. Peggy Guggenheim décède en 1979, le palais est réaménagé en musée moderne minimaliste et ouvre ses portes en 1980.
Peggy Guggenheim est enterrée dans le palais avec ses chiens. Selon elle, « J'ai dédíé ma vie à ma collection [...] Je ne suis pas un collectionneur d'art. Je suis un musée. »
Dès 1980, le directeur des lieux Philip Rylands lance un programme de formation (stages) qui a gagné en prestige au fil des ans.
En 2013, la fondation ajoute l'inscription « Hannelore B. and Rudolph B. Schulhof Collection » à côté de « Peggy Guggenheim Collection » à l'entrée du musée en hommage à la famille Schulhof qui contribue massivement à la fondation Guggenheim. Des pièces de la collection Peggy Guggenheim sont graduellement remplacées par des pièces de la collection Schulhof.

## Description
La collection Peggy-Guggenheim appartient à la branche italienne de la Fondation Solomon-R.-Guggenheim. Le musée est ouvert au public et présente une collection d'art moderne contenant notamment des œuvres surréalistes ou abstraites. Le musée présente une salle consacrée à Jackson Pollock dont Peggy Guggenheim fut le principal soutien financier.
Une aile est réservée aux expositions temporaires.
Le musée est fermé le mardi.
Le palais Venier dei Leoni est l'un des musées d'art contemporain les plus fréquentés en Italie avec 400 000 visites en 2017. En 2019, 157 personnes venant de 47 pays différent effectuent un stage au sein du musée.

## Organisation
La collection est gérée par un comité exécutif présidé par David Gallagher, émanation du comité consultatif dont la présidence est exercée depuis juin 2013 par la princesse Sibilla de Luxembourg.

## Peintres et œuvres exposés
- Boccioni
- Braque : La Clarinette
- Chagall : Paris de la fenêtre ; La Pluie
- Dali : Naissance des désirs liquides
- De Chirico : La Tour rouge ; Le Rêve du poète ; L'Après midi délicat
- Delvaux : L'Aurore
- Duchamp : Jeune homme triste dans un train
- Ernst : Petite machine construite par Minimax Dadamax en personne ; La Mariée mise à nu ; L'Antipape
- Gleizes
- Marcel Jean
- Juan Gris
- Kandinsky : Paysage avec taches rouges
- Kupka
- Klee
- Léger
- Magritte : L'Empire des Lumières[3] ; La Voix des Airs
- Marini : Ville de l'ange[3]
- Metzinger : Au vélodrome
- Miró
- Mondrian : Composition avec gris et rouge
- Picasso : La Baignade[3] ; Le Poète
- Pollock : Alchemy[3]
- Miro : Intérieur hollandais ; Femme assise II
- Rothko
- Severini : Mare=Ballerina[3]
- Tanguy : le Soleil dans son écrin
- Pollock : la femme lune
- van Doesburg
- Pegeen Vail Guggenheim